# Lifjorden (Vesterålen)
Lifjorden er en fjord i Øksnes og Sortland kommune i Nordland fylke  i Norge. Den ligger på østsiden af Langøya i Vesterålen, med Gavlfjorden og Andøya lege udenfor. Fjorden har indløb vest for Halmøya og går 6,5 kilometer mod syd til bunden af fjorden.

## Geografi
Midt i fjorden ligger de to halvøer Sørøya og Nordøya. Sørøya ligger på tværs af fjorden og danner Måsingsundet som er en tidevandstrøm og som på det mest lavvandede kun er 5 meter dyb. Lige indenfor Måsingsundet er fjorden  dybest med 77 meter.
Østsiden af fjorden er brat og enkelte steder går der skred helt ned til havet. Det høyeste fjeld på denne side  er Kvålkvanntotinden med 654 meter over havet. På vestsiden ligger Stortinden (730 moh.), som er en av de høyeste fjeldtoppe på Langøya, og Brannåstinden (560 moh.).

## Bebyggelse
Det meste af bebyggelsen i fjorden ligger på fjordens vestside, med gården Lia, som fjorden har navn efter, samt Steinsvika og Toften. På Toftenes er der campingplads på det gamle handelssted fra 1909. Der ud over er der hyttebebyggelse inde i fjorden og  i fjordbunden er der også noget bebyggelse på gården Holmbakken. På gården Holm yderst på fjordens østside er der en del bebyggelse. Her er det endnu rester efter Holm Slip & Mek Verksted. 
Fylkesvej 939 (Nordland) går også langs vestsiden af fjorden. 
Frem til 1964 lå fjorden i sin helhed i Langenes kommune. I 1964 blev Langenes kommune slået sammen med Øksnes kommune.
I gammel tid boede der folk under hellere  langs fjorden. De mest kendte er Finnkjerka ud for Finnhellerdalen som er synlig fra fylkesvejen. På modsat side af fjorden havde man Mortenhelleren, men den er ødelagt af stenskred.

## Fiskeri
Yderst i fjorden er der etableret et større opdrætsanlæg for laks. Ved Oterbukta ud for Andholmene findes kammuslinger. Det var Harstad dykkerklub som fandt denne forekomst.
Inderst i fjorden ligger Lifjordvatnet, en lille sø som kun ligger bare 2 meter over højvandemålet og er et godt havørredvan. Ved meget nedbør og stor vandføring i bækkene kan havørred gå videre op ad til Haugvatnet. Andre fiskevande med bække som løber ud i fjorden er Brannåsvatnene, Middagsdalsvatnet, Finnhellerdalsvatnet, Lidalsvatnet og Elvedalsvatnet.